# 氟硅酸锌
氟硅酸锌（英语：zinc hexafluorosilicate）是一种无机化合物，化学式为ZnSiF6，通常以六水合物的形式存在。

## 性质
氟硅酸锌是一种白色固体，可溶于水。它在 100 °C下分解，生成氟化氢和氟化硅。氟硅酸锌的六水合物 Zn[SiF6] · 6 H2O 则是无色晶体，空间群 R3 (No. 148)。

## 制备
氟硅酸锌可以由氟硅酸和氧化锌反应而成：
{\displaystyle {\rm {\ H_{2}SiF_{6}+ZnO\rightarrow ZnSiF_{6}+H_{2}O}}}

## 用途
用作混凝土快速硬化剂、熟石膏增强剂、木材防腐剂、生产聚酯纤维时的催化剂、洗涤后处理剂、防蛀剂等。也用于配制锌的电解浴。

## 危险性
氟硅酸锌有毒，口服摄入可能会致命。